# خان أباد (دورود)
خان‌آباد (بالفارسية: خان‌آباد) هي قرية تقع في قسم حشمت‌آباد الريفي (مقاطعة دورود) في إيران. يقدر عدد سكانها بـ 356 نسمة بحسب إحصاء 2016.